# Margaret Carlson
Pour les articles homonymes, voir Carlson.
Margaret Carlson est une journaliste et une chroniqueuse américaine pour le réseau Bloomberg News.
Carlson est surtout connue pour avoir été la première femme chroniqueuse de Time Magazine. D'abord directrice de rédaction pour The New Republic, elle s'est jointe à Time en janvier de 1988.
En 1994, elle devient la première femme chroniqueuse dans l'histoire du magazine. Elle y couvre quatre élections présidentielles, puis quitte la revue en 2005. Pendant sa carrière, elle a aussi collaboré avec le Washington Weekly, Legal Times of Washington, The Los Angeles Times et Esquire.
Carlson est également connue pour avoir été paneliste sur l'émission d'affaires publiques The Capital Gang, diffusée sur CNN. Elle défend les positions démocrates contre Kate O'Beirne et Robert Novak.
En 2003, elle a publié son premier livre, intitulé Anyone Can Grow Up: How George Bush and I Made It to the White House avec Simon and Schuster.
Elle n'est pas reliée avec le journaliste Tucker Carlson.